# Tylko jedno spojrzenie (serial telewizyjny 2025)
Tylko jedno spojrzenie – polski serial obyczajowo-kryminalny w reżyserii Marka Lechkiego i Moniki Filipowicz na podstawie powieści Harlana Cobena pod tym samym tytułem, udostępniony 5 marca 2025 na platformie VOD Netflix.

## Fabuła
Greta Rembiewska (Maria Dębska) stara się dociec prawdy po odkryciu tajemniczego zdjęcia swojego męża Jacka Ławniczaka (Cezary Łukaszewicz), na którym znajduje się z nieznajomymi osobami. Próbując rozwikłać zagadkę, kobieta ściąga niebezpieczeństwo na siebie i swoją rodzinę oraz zaczyna podważać swoje dotychczasowe szczęśliwe życie.

## Obsada

### Główna
- Maria Dębska – Greta Rembiewska-Ławniczak
- Cezary Łukaszewicz – Jacek Ławniczak
- Marta Malikowska – Kamila Sośnik
- Piotr Stramowski – Jimmy D.
- Monika Krzywkowska – Sandra Kowalska
- Andrzej Zieliński – Karol Wespa
- Mirosław Haniszewski – Robert Bończyk "Macher"
- Mirosław Zbrojewicz – Borys Gajewicz

### Drugoplanowa i epizodyczna
- Józef Pawłowski – Rafał Wespa
- Paulina Chapko – Maryla Szyszko
- Grzegorz Przybył – Ryszard Sośnik
- Robert Gulaczyk – „Szrama”
- Sebastian Pawlak – adwokat Skalewskiego
- Modest Ruciński – Darek
- Kalina Górzyńska – Emma Ławniczak
- Maksymilian Stuchnik – Maks Ławniczak
- Artur Krajewski – Marek Skalewski
- Pola Pysiak – Nicola
- Mirosław Kropielnicki – Tomasz Dalewski
- Ina Sobala – Justyna Dudzińska
- Oskar Jarzombek – Krystian
- Dorota Pomykała – Alina Adamiuk
- Michał Burdan – policjant Brzęczek
- Adam Bobik – Wiktor Lewiński
- Ewa Sadowska – sekretarka Sandry
- Cezary Kołacz – Jacek
- Ewa Serwa – recepcjonistka
- Sylwia Juszczak – żona Kowalika
- Agnieszka Warchulska – Agata
- Gabriela Oberbek – ratowniczka karetki

## Odcinki
| Odcinek | Reżyseria         | Scenariusz                          | Premiera (Netflix) |
| ------- | ----------------- | ----------------------------------- | ------------------ |
|         |                   |                                     |                    |
| 1       | Marek Lechki      | Agata Malesińska, Maciej Kowalewski | 5 marca 2025       |
|         |                   |                                     |                    |
| 2       | Marek Lechki      | Agata Malesińska, Maciej Kowalewski | 5 marca 2025       |
|         |                   |                                     |                    |
| 3       | Marek Lechki      | Agata Malesińska, Maciej Kowalewski | 5 marca 2025       |
|         |                   |                                     |                    |
| 4       | Monika Filipowicz | Agata Malesińska, Maciej Kowalewski | 5 marca 2025       |
|         |                   |                                     |                    |
| 5       | Monika Filipowicz | Agata Malesińska, Maciej Kowalewski | 5 marca 2025       |
|         |                   |                                     |                    |
| 6       | Monika Filipowicz | Agata Malesińska, Maciej Kowalewski | 5 marca 2025       |
|         |                   |                                     |                    |

## Produkcja
Zdjęcia do serialu (za FilmPolski.pl) powstawały w Warszawie, Gdyni i Helu.